# 利希滕贝格陨石坑
利希滕贝格陨石坑（Lichtenberg）是月球正面位于风暴洋西部一座年轻的小撞击坑，形成于哥白尼纪，以德国著名学者和作家格奥尔格·克里斯托夫·利希滕贝格（Georg Christoph Lichtenberg，1742年-1799年）之名命名，1935年被国际天文联合会批准接受。

## 描述

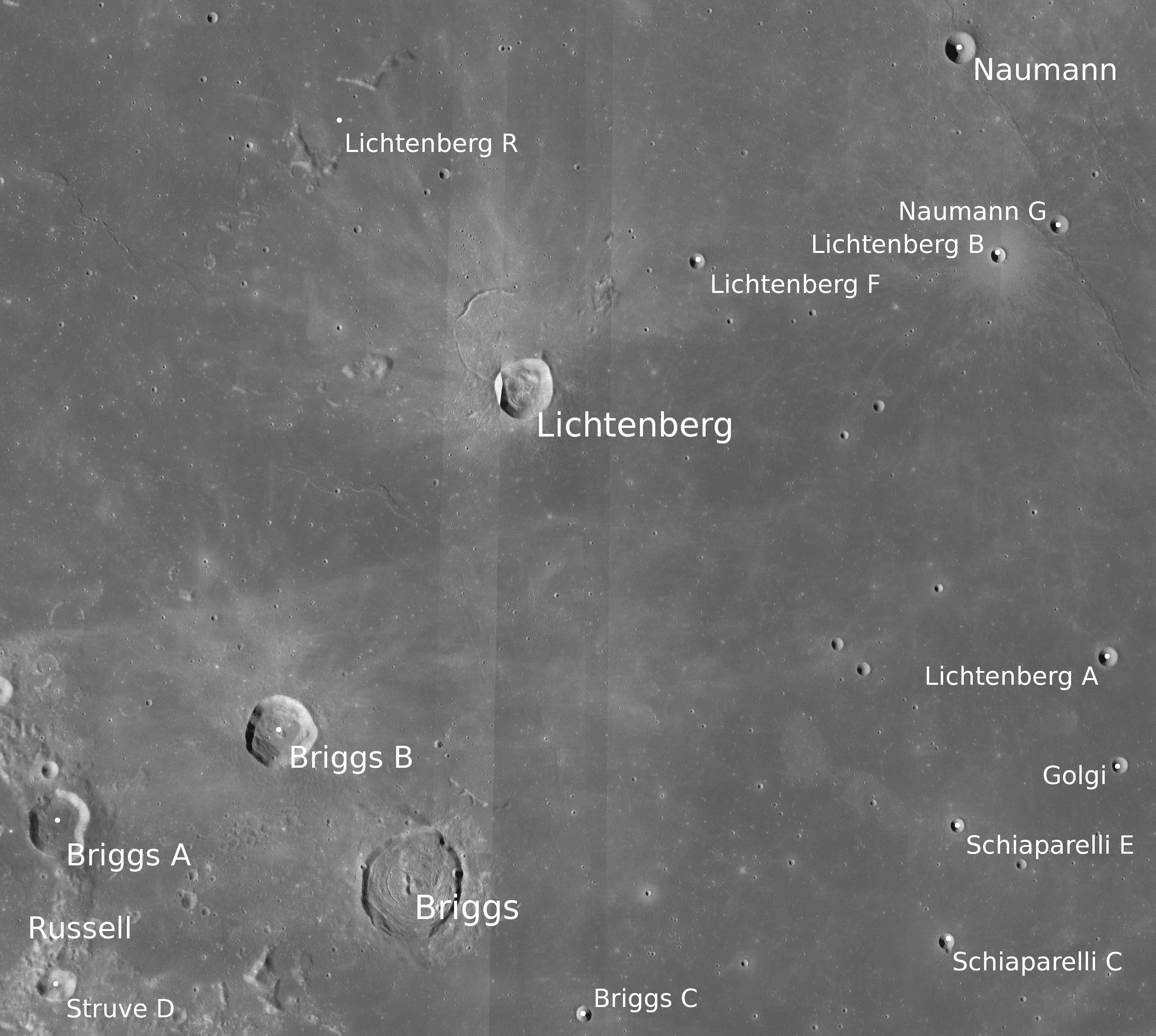
利希滕贝格陨石坑周边图，月球勘测轨道飞行器拍摄。

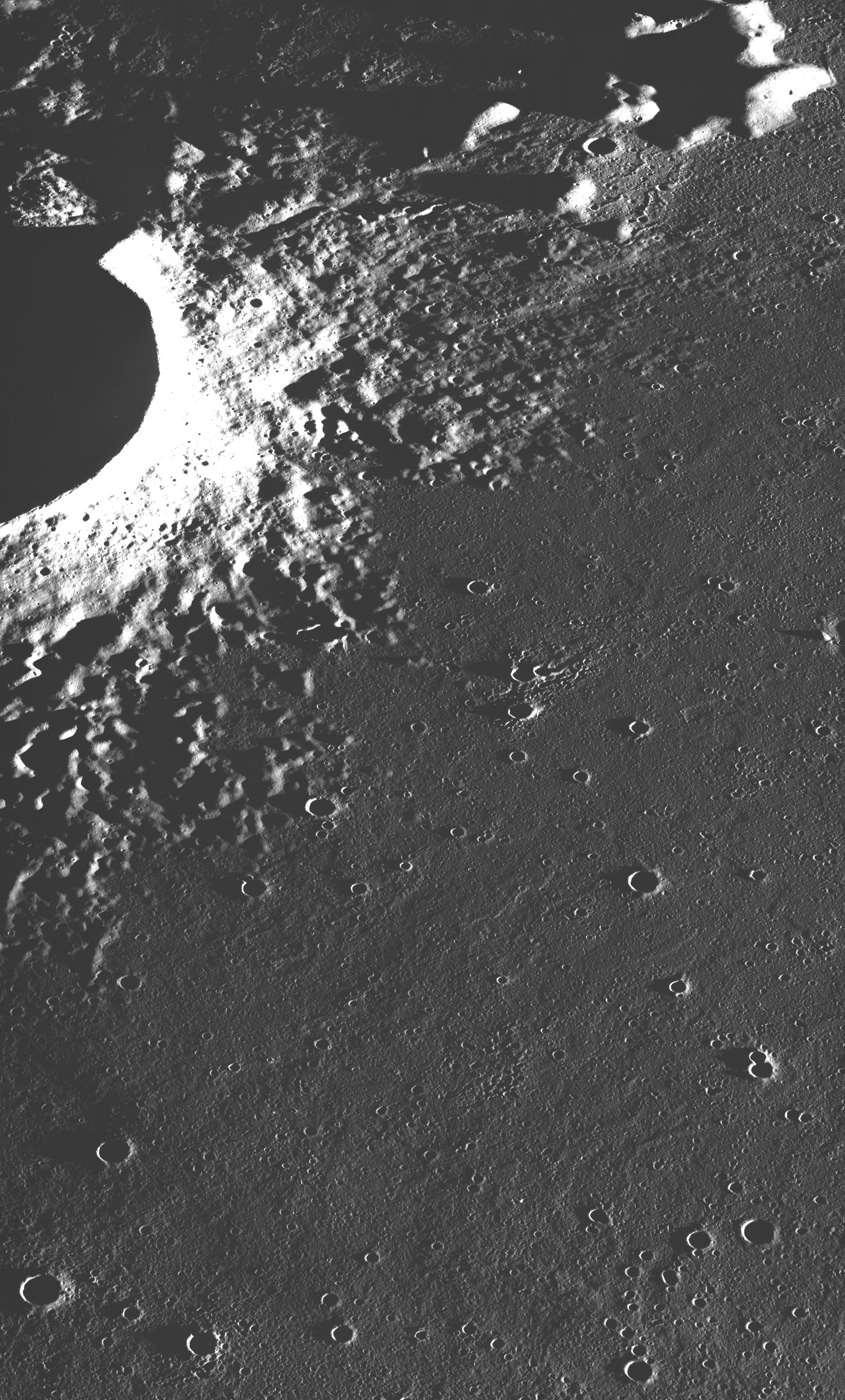
黎明时分的利希滕贝格陨石坑，右边显示了较年轻的月海熔岩，阿波罗15号拍摄。

该陨坑西北毗邻瑙曼陨石坑、东南偏东则为高尔基陨石坑、布里格斯陨石坑位于它的南面、西南横亘着巨大的罗素环形山。该陨坑中心月面坐标为31°51′N 67°43′W / 31.85°N 67.72°W，直径19.5公里，深度2.77公里。
该陨坑外形圆状，东北侧带有一向外突出的小尖角，坑口边缘尖峭，几乎没有磨损。内侧壁坡滑落的松散物质沿坑底形成一圈塌砾堆环，该环与地表均呈现相对较高的反照率，通常代表了尚未被太空风化变暗的年轻撞击坑。利希滕贝格陨石坑侧壁较周边地形高出600米，内部容积约24公里³。杯状的坑中无特别的地貌结构。它坐落在西北一座更大、环状的无名幽灵陨坑上，该陨石坑覆盖有射纹物质，内部有一座低矮的中央丘。
利希滕贝格陨石坑的北、西二侧漫延着明亮的射纹系统，而东、南侧射纹则被月海沉积物覆盖，这些沉积物的地质龄据认为不到10亿年，是月球上最年轻的月海玄武岩熔岩。它们引起了月球科学家们的极大兴趣，保罗·斯巴蒂斯（Paul Spudis）主张通过无人取样任务和样本定年，来确定月球上月海形成的时间范围。

## 卫星陨石坑
按照惯例，最靠利希滕贝格陨石坑的卫星坑将在月图上以字母标注在该坑中心点的旁边。
| 利希滕贝格 | 纬度    | 经度    | 直径    |
| ---------- | ------- | ------- | ------- |
| A          | 29.0° N | 60.1° W | 7 公里  |
| B          | 33.3° N | 61.5° W | 5 公里  |
| F          | 33.2° N | 65.3° W | 5 公里  |
| H          | 31.5° N | 58.9° W | 4 公里  |
| R          | 34.7° N | 70.2° W | 34 公里 |

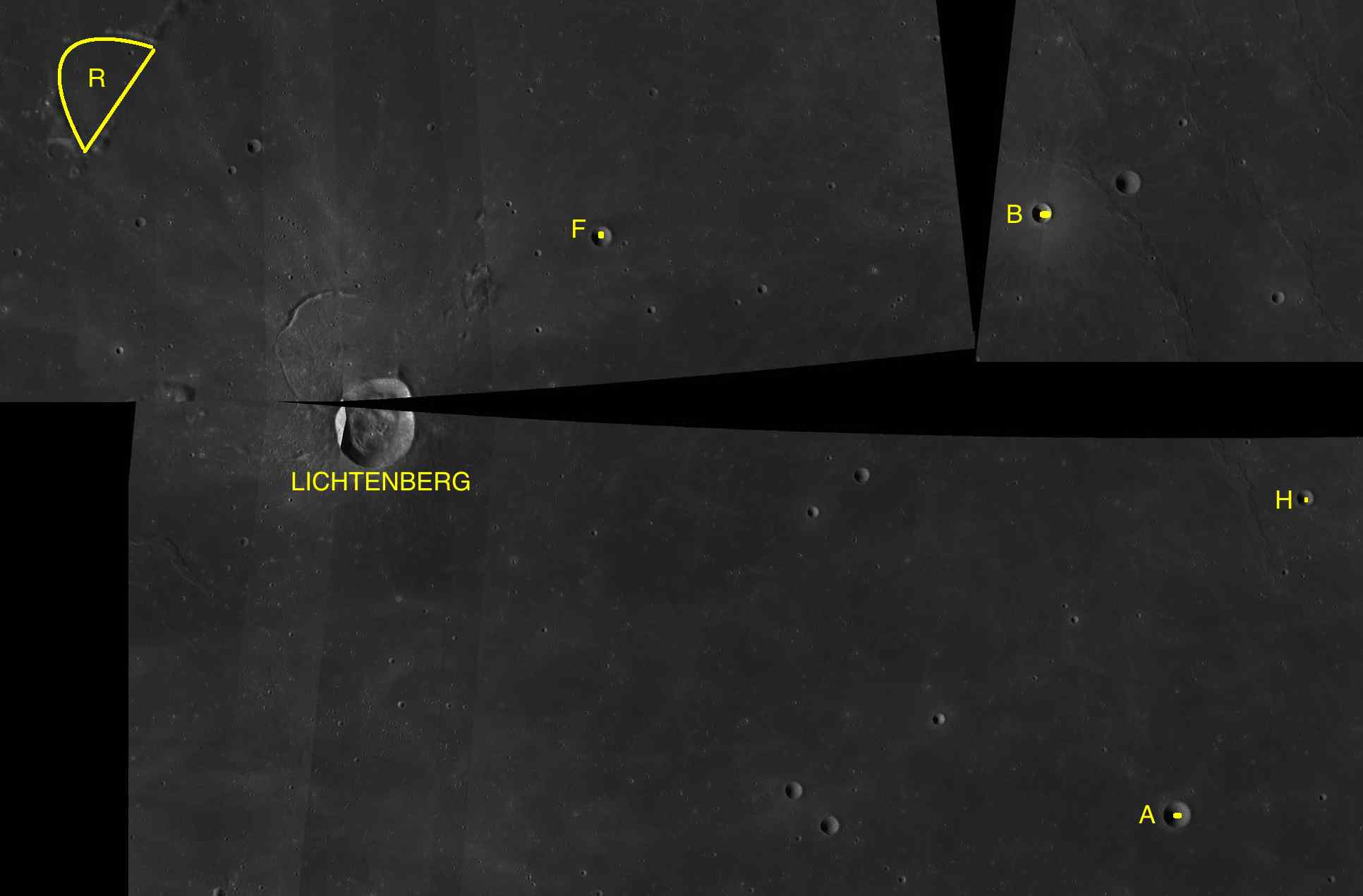
LAC-22、LAC-23、LAC-38 拼接图。

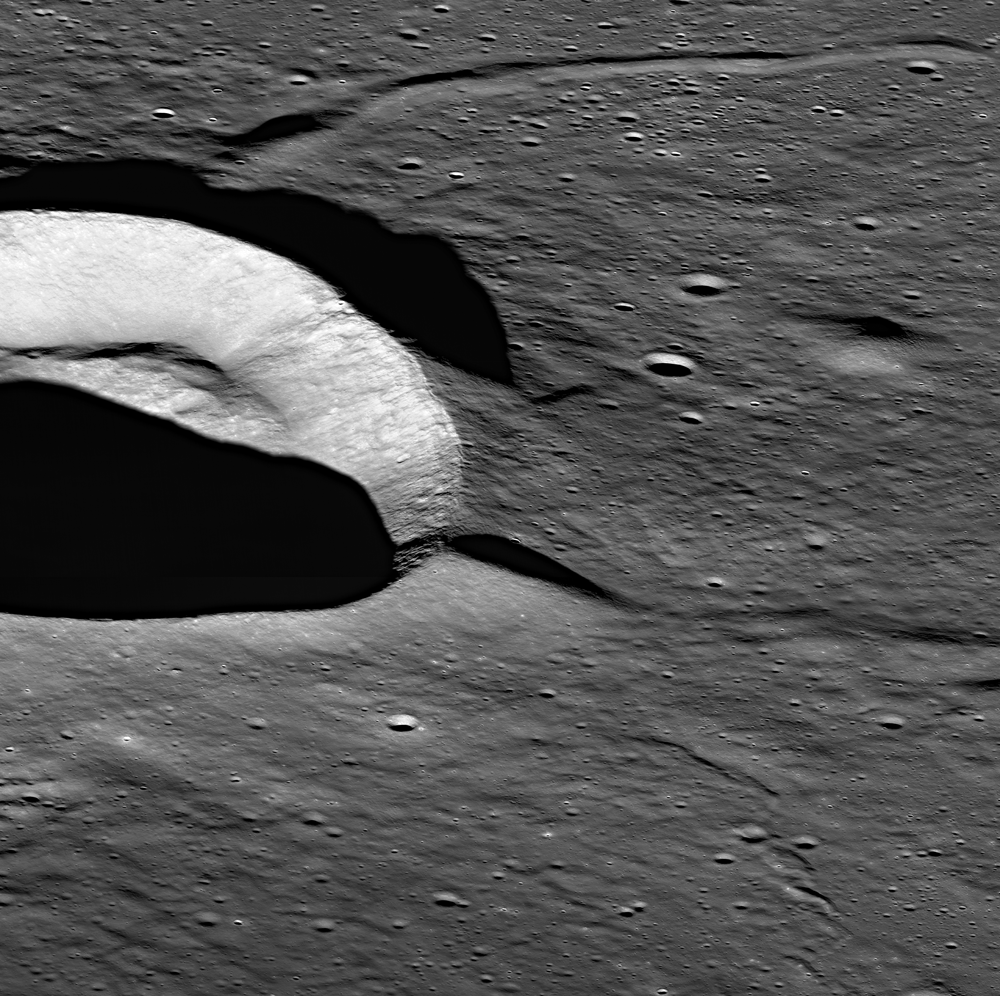
月球勘测轨道飞行器拍摄拍摄的利希滕贝格陨石坑照片，图像宽22公里，底部右侧为北方。

- 卫星坑利希滕贝格 B已被月球和行星观测协会（ALPO）列入《带有明亮射纹系统的撞击坑列表》[7]。该陨坑创建时喷出的岩石形成了沙丘结构，目前这种结构的形成机制尚不清楚；
- 1973年卫星坑利希滕贝格 G被国际天文联合会重新更名为赫马森陨坑（Humason）。

## 月球瞬变现象
利希滕贝格陨石坑曾被记录到过去曾发生过月球瞬变现象，一种典型的短暂现象-散发红色光斑。